# Хаврањец
Хаврањец (слч. Havranec) насељено је мјесто са административним статусом сеоске општине (слч. obec) у округу Свидњик, у Прешовском крају, Словачка Република.

## Становништво
| Година:    | 1994. | 2004.    | 2014. | 2024.    |
| ---------- | ----- | -------- | ----- | -------- |
| Број људи: | 13    | 10       | 13    | 15       |
| Разлика:   |       | -23,07 % | +30 % | +15,38 % |

| Година:    | 2023. | 2024.   |
| ---------- | ----- | ------- |
| Број људи: | 14    | 15      |
| Разлика:   |       | +7,14 % |

Према подацима о броју становника из 2024. године насеље је имало 15 становника.